# 上海招商局大厦
上海招商局大厦是中華人民共和國上海市浦東新區陸家嘴金融貿易區的一座寫字樓，由招商局集團投資建造，建成於1995年12月。它是招商局在浦東批租的第一塊土地。該建築高度186米，地上有40層，建築面積74642.11平方米。